# Leoncito (futbolista)
Antonio León Amador, más conocido como Leoncito (Sevilla, 30 de agosto de 1909 - Madrid, 11 de marzo de 1995) fue un futbolista español que se desempeñaba como centrocampista.

## Clubes[2]
| Club                         | País   | Año     |
| ---------------------------- | ------ | ------- |
| Cultural y Deportiva Leonesa | España | 1928-30 |
| Madrid Foot-Ball Club        | España | 1930-39 |
| → Sevilla Foot-Ball Club     | España | 1939    |
| Real Madrid Club de Fútbol   | España | 1939-42 |
| Real Valladolid Deportivo    | España | 1942-44 |

## Palmarés
- Liga con el Real Madrid CF en los años 1932 y 1933.
- Copa con el Real Madrid CF en el año 1934 y 1936.

## Internacionalidades
- Dos veces internacional con España.
- Debutó con la selección española en Londres el 9 de diciembre de 1931 contra Inglaterra.[3]